# ۱۸۷ (پیش از میلاد)
۱۸۷ (پیش از میلاد) ۱۸۷مین سال قبل از تقویم میلادی است.